# Рокитниці-в-Орлицьких-Горах
Роки́тниці-в-О́рлицьких-го́рах (чеськ. Rokytnice v Orlických horách. Rokytnice v Orlických horách, нім. Rokitnitz. Rokitnitz) — місто у Чехії в районі Рихнов-над-Кнєжной Краловоградецького краю.
Місто-курорт розташоване у східний частині історичної області Богемія у Орлицьких горах у 9 км північніше Жамберка.

## Історія

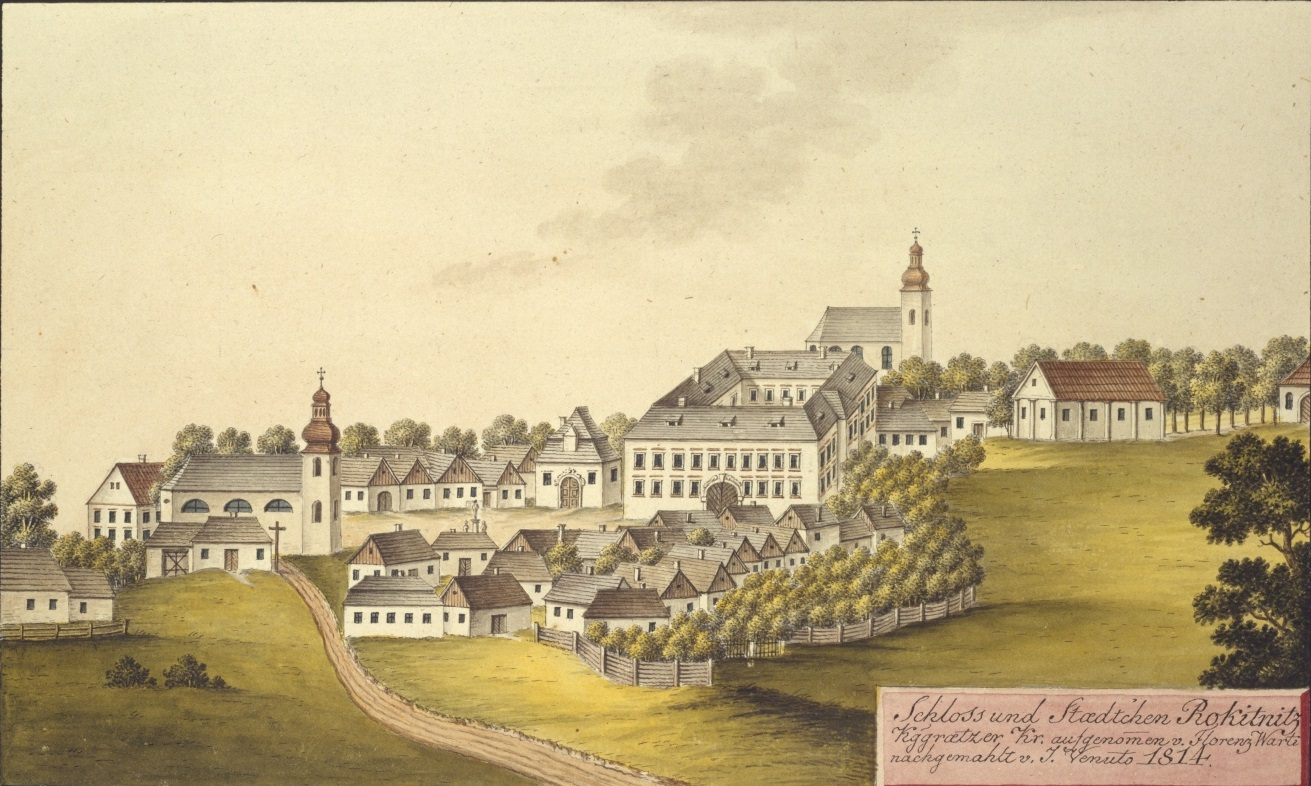
Рокитниці-в-Орлицьких-горах на малюнку 1814 р.

Місто було засноване XIII столітті. Перша письмова згадка зустрічається у 1318 році. У 1553 році на місці колишньої фортеці був збудований ренесансний палац з двором і аркадою.
У 1906 році тут була прокладена залізниця. У 1918 році німецьке населення міста відмовилося підкорятися владі нової держави Чехословаччини і приєдналося до Судетської області. У тому ж році Чехословацька армія придушила виступ судетських німців.
Після Мюнхенської угоди у вересні 1938 року Рокитниці-в-Орлицьких-горах приєднали до Третього рейху. Після закінчення Другої світової війни населення міста сильно скоротилося у результаті вигнання німецького населення з Чехословаччини.
Лише у 1971 році Рокитниці-в-Орлицьких-горах знову отримали статус міста, який після війни не поновлювався. Після вторгнення військ Варшавського договору у 1968 році тут був розміщений радянський військовий гарнізон, який залишив місто в 1991 році.
Після 1989 року місто розвивалося як туристичний курорт східних околиць гори Орел.

## Пам'ятки
- Замок Рокитниць-в-Орлицьких-горах

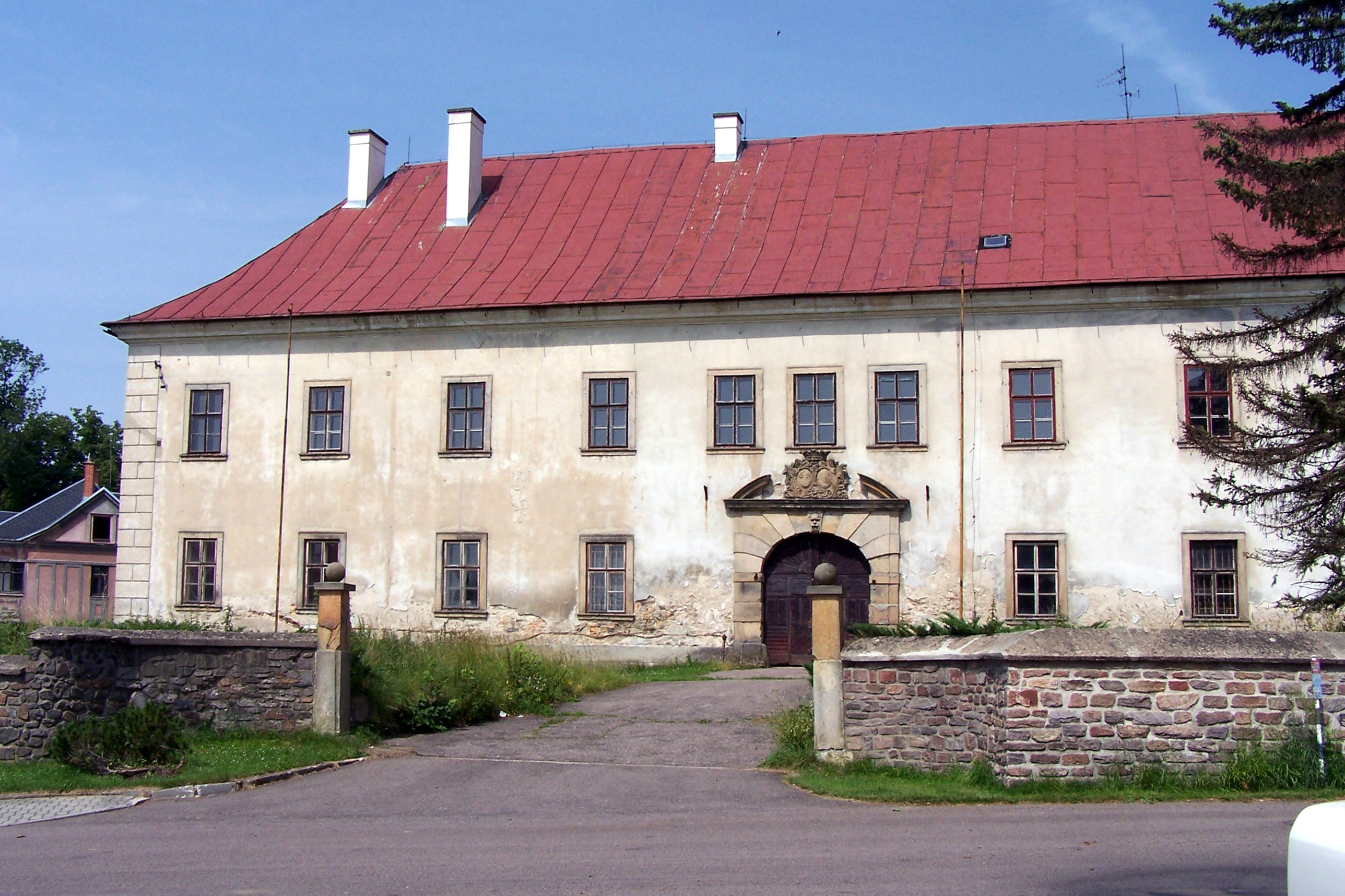
Замок у Рокитницях-в-Орлицьких-горах.

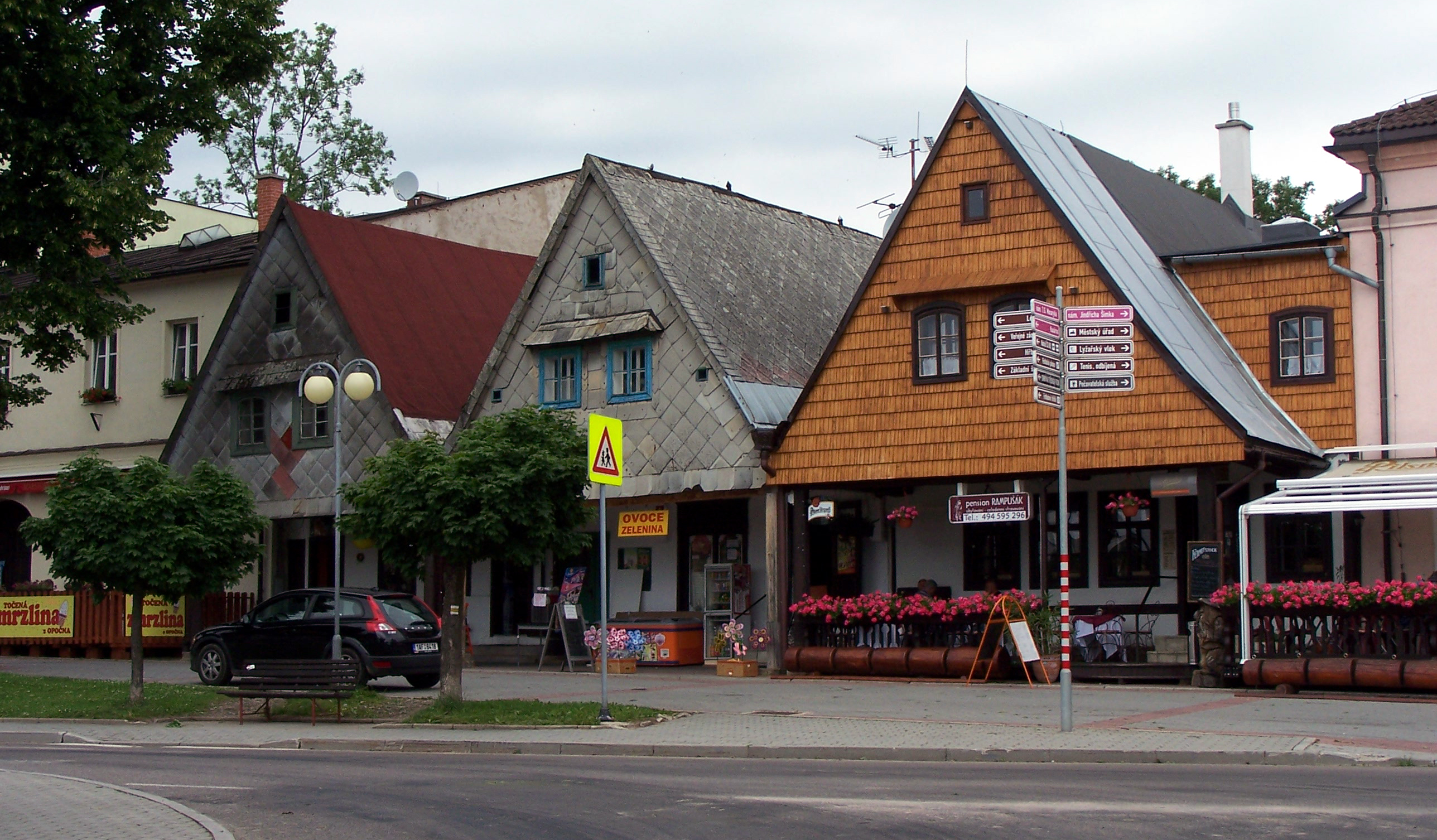
Старовинні будинки на центральний площі Рокитниць-в-Орлицьких-горах.

- Костел Пресвятої Трійці 1600—1605 років — пам'ятка культури Чехії
- Капела Святої Анни початку XVIII століття
- Маріанський стовп на центральній площі Масарика
- Фонтан в стилі ампір 1886 року на центральний площі Масарика
- Костел Всіх Святих 1679—1684 років — пам'ятник культури Чехії
- Меморіал жертвам австрійсько-пруської війни
- Меморіал жертвам Першої і Другої світових воєн
- Старе єврейське кладовище
- Залишки укріпрайону Ганічка

## Населення
| Рік  | Чисельність | Чисельність |
| ---- | ----------- | ----------- |
| 1869 | 4089        | [ 7 ]       |
| 1880 | 4395        | [ 7 ]       |
| 1890 | 4161        | [ 7 ]       |
| 1900 | 3801        | [ 7 ]       |
| 1910 | 3416        | [ 7 ]       |
| 1921 | 3125        | [ 7 ]       |
| 1930 | 3028        | [ 7 ]       |

| Рік  | Чисельність | Чисельність |
| ---- | ----------- | ----------- |
| 1950 | 2175        | [ 7 ]       |
| 1961 | 1954        | [ 7 ]       |
| 1970 | 1825        | [ 7 ]       |
| 1980 | 1896        | [ 7 ]       |
| 1991 | 1964        | [ 7 ]       |
| 2001 | 2513        | [ 7 ]       |
| 2014 | 2115        | [ 8 ]       |

| Рік  | Чисельність | Чисельність |
| ---- | ----------- | ----------- |
| 2016 | 2063        | [ 9 ]       |
| 2017 | 2047        | [ 10 ]      |
| 2018 | 2043        | [ 11 ]      |
| 2019 | 2022        | [ 12 ]      |
| 2020 | 2022        | [ 13 ]      |
| 2021 | 1995        | [ 14 ]      |
| 2021 | 1926        | [ 15 ]      |

| Рік  | Чисельність | Чисельність |
| ---- | ----------- | ----------- |
| 2022 | 1971        | [ 16 ]      |
| 2023 | 2072        | [ 17 ]      |
| 2024 | 2164        | [ 18 ]      |
| 2025 | 2125        | [ 6 ]       |

| Рік  | Чисельність | Чисельність |
| ---- | ----------- | ----------- |
| 1869 | 4089        | [ 7 ]       |
| 1880 | 4395        | [ 7 ]       |
| 1890 | 4161        | [ 7 ]       |
| 1900 | 3801        | [ 7 ]       |
| 1910 | 3416        | [ 7 ]       |
| 1921 | 3125        | [ 7 ]       |
| 1930 | 3028        | [ 7 ]       |

| Рік  | Чисельність | Чисельність |
| ---- | ----------- | ----------- |
| 1950 | 2175        | [ 7 ]       |
| 1961 | 1954        | [ 7 ]       |
| 1970 | 1825        | [ 7 ]       |
| 1980 | 1896        | [ 7 ]       |
| 1991 | 1964        | [ 7 ]       |
| 2001 | 2513        | [ 7 ]       |
| 2014 | 2115        | [ 8 ]       |

| Рік  | Чисельність | Чисельність |
| ---- | ----------- | ----------- |
| 2016 | 2063        | [ 9 ]       |
| 2017 | 2047        | [ 10 ]      |
| 2018 | 2043        | [ 11 ]      |
| 2019 | 2022        | [ 12 ]      |
| 2020 | 2022        | [ 13 ]      |
| 2021 | 1995        | [ 14 ]      |
| 2021 | 1926        | [ 15 ]      |

| Рік  | Чисельність | Чисельність |
| ---- | ----------- | ----------- |
| 2022 | 1971        | [ 16 ]      |
| 2023 | 2072        | [ 17 ]      |
| 2024 | 2164        | [ 18 ]      |
| 2025 | 2125        | [ 6 ]       |